# Travel Channel
Travel Channel – satelitarny kanał telewizyjny o profilu podróżniczym, należący do Grupy TVN.
Kanał ma swoją siedzibę w Londynie, nadaje w Wielkiej Brytanii oraz w innych krajach w Europie oraz w Afryce. W Wielkiej Brytanii kanał został uruchomiony w 1994 roku, nadaje w 15 językach, w 117 krajach (m.in. na terenie całej Europy). Angielska wersja językowa Travel Channel dostępna jest bezpłatnie (free-to-air) z satelity Eurobird 1. W pozostałych państwach europejskich kanał jest kodowany i dostępny dla subskrybentów wielu operatorów.
Amerykański kanał Travel Channel, należący do Discovery Communications, nie jest związany z brytyjskim kanałem Travel Channel i nadaje pod nazwą Discovery Travel & Living w państwach, gdzie jest dostępny jego brytyjski odpowiednik. W pozostałych krajach nadaje pod tą samą nazwą, co brytyjski Travel Channel.

## Emisja w Polsce
W Polsce stacja nadaje od 1998 roku, natomiast w kwietniu 2006 roku kanał wystartował ze specjalnie przeznaczoną na polski rynek wersją programową. Obecnie stacja nadaje również polskie produkcje programów dokumentalnych. Swój program nadaje w dwóch językach: polskim i angielskim.
Początkowo stacja, gdy pojawiła się w Polsce, była dostępna jedynie dla abonentów platformy cyfrowej Wizja TV i dzieliła czas nadawania z programem Wizja Pogoda. Po fuzji Wizji TV z konkurencyjną platformą Cyfra+, kanał został wycofany z oferty nowej platformy. Przez pewien czas docierał do polskich odbiorców jedynie poprzez sieci telewizji kablowej, aż do 2003 roku, kiedy wszedł do oferty Cyfrowego Polsatu. W dniu 1 lipca 2009 roku dostęp do programu ponownie otrzymali abonenci Cyfry+.

## Travel Channel HD
3 lutego 2011 roku uruchomiono wersję HDTV o takiej samej ramówce.

## Logo
| Okres                          | Opis | Logo |
| ------------------------------ | --- | ---- |
| 1 kwietnia 1998 - 5 marca 2000 | Pomarańczowy i niebieski napis „travel”, zamiast litery „a” jest słońce.                                                                                            |      |
| 6 marca 2000 - 24 marca 2013   | Trzy pomarańczowe kropki, a na nim niebieski napis „travel” i pomarańczowy napis „channel”. Logo na ekranie przezroczyste.                                          |      |
| od 25 marca 2013               | Logo kanału Travel Channel w kolorze niebieskim, z wyjątkiem napisu „Travel Channel” który miał biały kolor. Od 1 stycznia 2017 roku do dziś logo jest w wersji 3D. |      |